# Granulite
La granulite è una roccia metamorfica di alta temperatura e pressione medio-alta, generalmente anidra, a tessitura isotropa, granoblastica equigranulare. La grana è generalmente da millimetrica a plurimillimetrica e l'aspetto quello di una roccia ignea intrusiva.

## Etimologia
Il termine granulite viene dal latino granulum, piccolo grano e dal greco λίθος =lithos, pietra.

## Composizione e problemi inerenti alla terminologia
La composizione più comune di una granulite è quarzo, feldspati (K-feldspato e/o plagioclasio) e uno o più silicati ferro-magnesiaci: principalmente pirosseni e granati, dove questi ultimi hanno una composizione complessa (solitamente miscele di piropo (~50%), grossularia (~20%) e almandino). 
Il termine granulite ha cambiato di significato nel tempo e nelle varie scuole e il suo uso si è complicato con l'introduzione del concetto di facies nella petrologia metamorfica da parte di Eskola (1920, 1952),  quando il nome di granulite è stato proposto per tutte le rocce rientranti nel campo di pressione e temperatura della facies delle granuliti, indipendentemente dalla composizione chimica del protolito. Fino a qualche decennio fa in Italia si usava distinguere tra granuliti acide con paragenesi a ortoclasio pertitico (ovvero con smistamenti lamellari di albite all'interno), plagioclasio sodico e antipertitico (ovvero con smistamenti lamellari di k-feldspato all'interno), granato, quarzo  ± cianite o sillimanite (in funzione della pressione) ± iperstene ± spinello e granuliti basiche con paragenesi a plagioclasio calcico e antipertitico, ortopirosseno, granato o augite ± spinello ± scapolite. A scala macroscopica le prime sono di colore grigio chiaro e somigliano a prima vista a granitoidi, mentre le seconde sono scure e assomigliano a dioriti. Se la grana è sufficientemente grande è però possibile notare che nelle granuliti, a differenza delle rocce intrusive, nessun cristallo ha contorni rettilinei, cioè mancano i cristalli idiomorfi presenti nelle rocce intrusive. Inoltre nelle granuliti può essere presente una debole tessitura gneissica. Queste caratteristiche sono però simili a quelle delle charnockiti, rocce intrusive granitoidi anidre, cristallizzate ad alta temperatura alla base della crosta, in un ambiente a facies granulitica. Questo ha indotto per lungo tempo a chiamare erroneamente "charnockiti" le granuliti a ortopirosseno, confondendole con i simili granitoidi con cui sono a contatto.
Secondo le raccomandazioni dell'IUGS (International Union of Geological Sciences) il termine granulite va usato in questo senso:,
Rocce metamorfiche di alto grado nelle quali i silicati ferromagnesiaci sono prevalentemente liberi da idrossidi (cioè anidri), la presenza di feldspati e la contemporanea assenza di muscovite primariasono critiche e la cordierite può essere presente. I minerali maggiori costituenti devono essere indicati da un prefisso. Le rocce con più del 30% in volume di minerali mafici (prevalentemente pirosseno) possono essere chiamate granuliti mafiche, quelle con meno del 30% in volume di minerali mafici (prevalentemente pirosseno) possono essere chiamate granuliti felsiche. Il termine non deve essere usato per marmi, rocce ultramafiche, a silicati di calcio, ferrifere o quarzitiche che rientrano nel campo della facies granulitica.
In questa definizione sono comprese rocce appartenenti, oltre alla facies granulitica, anche a quella anfibolitica di più alto grado. Si supera così l'errore di identificare le granuliti con la facies granulitica. In alternativa è stato proposto anche di sostituire il termine granulite con il più neutro granofels ma il suo uso è per ora limitato.
Andrebbero invece abbandonati i seguenti termini, correlati in passato alle granuliti:
- leptinite
- hälleflinta: usato principalmente in Svezia e Finlandia per rocce massicce quarzoso-feldspatiche a grana fine, con aspetto corneo, derivate da rocce intrusive acide o tufi. Può avere tessitura a bande o porfiroblastica. In parte sinonimo di leptinite.
- leptite: usato in Svezia per rocce quarzoso-feldpatiche con subordinati minerali femici, a tessitura gneissica o granoblastica, grana fine e origine sedimentaria. Il grado metamorfico è più alto di quello degli hälleflinta.
- namiester stein: Nome obsoleto usato per granuliti della località di Námiěšt, nel Massiccio Boemo.
- trapp granulite: corrisponde alle granuliti mafiche. Termine obsoleto usato in origine per rocce di origine basaltica e composte da quarzo, plagioclasio, pirosseno, pirrotina e granato.
- weisstein: termine usato dalla scuola tedesca nelle prime descrizioni delle granuliti della Sassonia.
- stronalite: termine regionale usato per rocce metamorfiche di alto grado presenti nella zona Ivrea Verbano delle Alpi, composte principalmente da granato, feldspati e quarzo. Possono avere biotite e cordierite  ± sillimanite o cianite.  L'IUGS raccomanda di sostituire il termine con granulite o granofels/gneiss a granato, quarzo e plagioclasio.
- pyribolite: roccia di alto grado composta da plagioclasio, orneblenda, clinopirosseno, ortopirosseno e granato.
- pyriclasite: roccia di alto grado composta da plagioclasio e pirosseni (orto- e/o clinopirosseno) con o senza granato. Il contenuto di mafici supera il 30% in volume della roccia.
- pyrigarnite: inizialmente definiva una roccia di alto grado composta da pirosseni e granato; l'eventuale presenza di plagioclasio era indicata dal prefisso plagio- (Vogel, 1967). In seguito il plagioclasio venne aggiunto come costituente fondamentale, con i minerali mafici superiori al 30% in volume (Mehnert, 1972). L'IUGS raccomanda di sostituire il termine con granulite mafica ricca in granato o granofels a pirosseno, granato e plagioclasio.
- granulite a pirosseno: sinonimo di granulite mafica.

## Ambiente di formazione
Le granuliti sono principalmente localizzate nella crosta continentale profonda delle aree tettonicamente stabili (scudi precambrici). La condizione di assenza di fluidi è caratteristica delle granuliti nel momento o attorno al momento in cui registrano il picco termico del metamorfismo. La mancanza d'acqua in queste rocce può essere imputata all'origine da metamorfismo di rocce eruttive già anidre o da vari protoliti che abbiano perso in precedenza l'acqua (arenarie, peliti). In quest'ultimo caso non si può pensare ad una semplice perdita d'acqua per metamorfismo crescente, perché nei grandi complessi sedimentari difficilmente l'acqua tenderà ad allontanarsi in tempi geologici relativamente brevi, per diffusione verso l'esterno. Più facilmente queste rocce subiranno l'anatessi (fusione parziale) non appena supereranno la temperatura del solidus dei graniti. Quindi, o il periodo metamorfico di alta temperatura è stato molto lungo, permettendo a tutta l'acqua di essere allontanata, oppure le granuliti si sono sviluppate come secondo metamorfismo di rocce già metamorfiche di alto grado o migmatitiche, dalle quali l'acqua si era già allontanata per il lento raffreddamento seguito al primo metamorfismo.

Le granuliti del Sud dell'India, e dello Sri Lanka, dove la transizione dalla facies anfibolitica alla facies granulitica è stata favorita dal passaggio di fluidi ricchi di CO2, rappresentano un'eccezione alla normale condizione di assenza di fluidi. 

La granuliti si pensano formate per la maggior parte in un ambiente con pressioni medie di 0,75 ± 0,1 GPa e temperature medie di 800 ± 50 °C. Ma questo ambiente geodinamico di formazione piuttosto semplice, ritenuto per lungo tempo il più probabile, si è rivelato in realtà più complesso. Harley (1989), analizzando i dati delle associazioni mineralogiche e dei geotermobarometridi più di 90 terreni granulitici, ha notato che oltre il 50% di essi si è formato in ambienti al di fuori del campo di pressioni e temperature (P-T) ritenuto normale. In particolare molti registrano temperature di stabilizzazione assai più alte, di 900-1000 °C. Sono stati inoltre individuati due differenti percorsi temporali geodinamici legati alla loro riesumazione: quello di una decompressione quasi isotermica (ITD) e quello di un raffreddamento quasi isobarico (IBC). 

Le granuliti ITD sono ritenute essersi formate in una crosta inspessita per collisione di placche, con l'aggiunta di intrusioni magmatiche come importante sorgente aggiuntiva di calore. L'erosione non è tuttavia considerata essere l'unico processo di assottigliamento post-collisionale. Infatti i percorsi ITD indicano un assottigliamento più rapido, di 1-2 mm/anno, collegato ad una riesumazione tettonica durante una fase di distensione moderata o in declino.

Le granuliti IBC possono essersi formate in ambienti diversi. Quelle che mostrano un percorso P-T in senso antiorario sono ritenute essersi formate all'interno o al disotto di aree di voluminosi corpi magmatici, con o senza estensione crostale. Le granuliti IBC a livelli più superficiali (<0,5 GPa) possono essersi formate durante l'estensione di una crosta di normale spessore. Quelle più profonde richiedono modelli più complessi. Molte granuliti a livelli crostali profondi potrebbero essersi formate in una crosta inspessita che ha subito un rapidissimo assottigliamento estensionale (5 mm/anno) successivo alla collisione. Harley ritiene che la conservazione dei percorsi P-T di tipo IBC piuttosto che di quelli ITD in molte granuliti è collegato primariamente all'intensità e all'estensione nel tempo dell'assottigliamento distensivo di una crosta ispessita. Tuttavia sono stati osservati anche percorsi ibridi da ITD a IBC.

La maggior parte delle granuliti IBC, e probabilmente molte di quelle ITD, non è stata esposta alla superficie terrestre come risultato dell'episodio tettonico che le ha prodotte: esse sono rimaste nella crosta intermedia o inferiore per un lungo periodo (da 100 a 2000 Ma) dopo l'evento che le ha generate. L'eventuale loro riesumazione avvenne attraverso la loro incorporazione in eventi magmatici e tettonici non collegati alla loro formazione.

## Distribuzione
In Italia le granuliti sono presenti nelle Alpi Occidentali, nella cosiddetta Zona Ivrea Verbano, tra la media Valle Strona e la bassa Valle del Toce, e in Calabria. In Europa troviamo granuliti in Sassonia (Germania), nel Massiccio Boemo (Repubblica Ceca) e in Lapponia. Sono presenti inoltre nelle catena degli Adirondack, tra Stati Uniti e Canada e nell'India meridionale.